# Негеба
Гилье́рме Ферре́йра Пи́нто (порт.-браз. Guilherme Ferreira Pinto; род. 7 апреля 1992, Рио-де-Жанейро), более известный как Неге́ба (порт.-браз. Negueba) — бразильский футболист, вингер клуба «Лампхун Уорриор».

## Биография
Негеба — воспитанник клуба «Фламенго». 7 ноября 2010 года в матче против «Атлетико Паранаэнсе» он дебютировал в бразильской Серии А. По окончании сезона продлил контракт с «Фламенго» на пять лет.
6 июня 2016 года перешёл в «Гремио» как часть трансфера Эдиньо.
В 2017 году перешёл в «Атлетико Гоияниенсе», но в этой команде провёл менее полугода, после чего подписал соглашение с «Понте-Претой». Менее чем через четыре месяца был отдан в аренду в «Лондрину». Сыграл за неё финальный матч в розыгрыше Примейры-лиги Бразилии против «Атлетико Минейро». «Лондрина» в серии пенальти одолела своего более именитого соперника.

## Достижения
- Чемпион штата Рио-де-Жанейро (2): 2011, 2014
- Чемпион Кубка Бразилии (1): 2016
- Победитель Примейры-лига (1): 2017
- Победитель молодёжного чемпионата мира (1): 2011